# Vincenzo Albanese
Vincenzo Albanese (Oliveto Citra, 12 november 1996) is een Italiaans wielrenner die anno 2025 rijdt voor EF Education-EasyPost.

## Carrière
In 2014 nam Albanese deel aan de wegrit voor junioren op het wereldkampioenschap. Hier finishte hij op plek 32, in dezelfde tijd als winnaar Jonas Bokeloh.
In 2016 won Albanese de Trofeo Edil C, een Italiaanse eendagskoers, door Leonardo Bonifazio en Gianluca Milani achter zich te laten. Acht dagen later wist hij ook de Gran Premio della Liberazione, ditmaal door Grigori Sjtein in een sprint-à-deux te verslaan. In de Ronde van Opper-Oostenrijk won Albenese de eerste etappe, een 12,6 kilometer korte bergrit, waarna hij de leiderstrui aan mocht trekken. Deze leiderstrui raakte hij in de laatste etappe kwijt aan Stephan Rabitsch, Albanese eindigde als vijfde in het algemeen klassement. Een week na de Oostenrijkse rittenkoers nam Albanese deel aan het nationaal beloftenkampioenschap op de weg. Hier moest hij enkel zijn meerdere erkennen in Simone Consonni. In juli nam hij met een Italiaanse nationale selectie deel aan de Trofeo Matteotti, waar hij een sprintend peloton onder aanvoering van Manuel Belletti nipt voorbleef en zo zijn eerste profoverwinning behaalde. Een maand later stond hij aan de start van de Ronde van de Toekomst, waar hij in de eerste etappe de sprint van een kleine kopgroep, waardoor hij automatisch de eerste leiderstrui kreeg. Die leiderstrui moest hij een dag later echter weer afstaan aan Amund Grøndahl Jansen. Na acht etappes stond Albanese op plek 72 in het eindklassement en bovenaan het puntenklassement, dat hij won met een gelijk aantal punten als Jansen. In september werd de Italiaan zevende in de wegwedstrijd voor beloften op het Europese kampioenschap, waarna hij tien dagen later de Ruota d'Oro op zijn naam schreef. Op het wereldkampioenschap kwam hij niet verder dan plek 82.
In 2017 werd Albanese prof bij Bardiani CSF, waar hij in augustus van het jaar ervoor al een contract had getekend. Zijn debuut maakte hij in de Internationale Wielerweek, die hij niet uitreed. In april stond hij aan de start van zijn eerste World Tourwedstrijd: de Amstel Gold Race. In die wedstrijd, die voor de vierde maal werd gewonnen door Philippe Gilbert, haalde hij de finish echter niet. Na zijn deelname aan de Ronde van Kroatië stond Albanese in mei aan de start van de Ronde van Italië, zijn eerste Grote Ronde. Zijn beste klassering was de negentiende plaats in de twaalfde etappe, alvorens hij niet meer van start ging in de zestiende rit. In september van dat jaar werd hij vijfde in de door Benoît Cosnefroy gewonnen wegwedstrijd voor beloften op het wereldkampioenschap.

## Overwinningen
2016
Trofeo Edil C
Gran Premio della Liberazione
1e etappe Ronde van Opper-Oostenrijk
Trofeo Matteotti
1e etappe Ronde van de Toekomst
Puntenklassement Ronde van de Toekomst
Ruota d'Oro
2022
4e etappe Ronde van de Limousin-Nouvelle-Aquitaine
2023
Puntenklassement Ronde van Sicilië
Puntenklassement Ronde van Asturië
2025
2e etappe Ronde van Zwitserland

## Resultaten in voornaamste wedstrijden
| Jaar | Ronde van Italië | Ronde van Frankrijk | Ronde van Spanje |
| ---- | ---------------- | ------------------- | ---------------- |
| 2017 | opgave           |                     |                  |
| 2018 |                  |                     |                  |
| 2019 |                  |                     |                  |
| 2020 |                  |                     |                  |
| 2021 | 75e              |                     |                  |
| 2022 | 68e              |                     |                  |
| 2023 | 70e              |                     |                  |
| 2024 |                  |                     |                  |
| 2025 |                  | 114e                |                  |

| Jaar | Milaan-San Remo | Gent-Wevelgem | Ronde van Vlaanderen | Parijs-Roubaix | Amstel Gold Race | Ronde van Lombardije | Strade Bianche |
| ---- | --------------- | ------------- | -------------------- | -------------- | ---------------- | -------------------- | -------------- |
| 2017 |                 |               |                      |                | opgave           |                      |                |
| 2018 |                 |               |                      |                |                  |                      |                |
| 2019 | opgave          |               |                      |                | opgave           |                      |                |
| 2020 | 135e            |               |                      |                |                  |                      | opgave         |
| 2021 |                 |               |                      |                |                  | opgave               |                |
| 2022 | 11e             |               |                      |                |                  |                      | 25e            |
| 2023 |                 |               |                      |                |                  |                      |                |
| 2024 | 24e             |               | 28e                  |                | 110e             |                      | 97e            |
| 2025 | 27e             | opgave        |                      | 110e           | opgave           |                      |                |

## Ploegen
- 2017 –  Bardiani CSF
- 2018 –  Bardiani CSF
- 2019 –  Bardiani CSF
- 2020 –  Bardiani-CSF-Faizanè
- 2021 –  EOLO-Kometa
- 2022 –  EOLO-Kometa
- 2023 –  EOLO-Kometa
- 2024 –  Arkéa-B&B Hotels
- 2025 –  EF Education-EasyPost

Albanese · Andreetta · Barbin · Boem · Bresciani · Ciccone · Maestri · Maronese · Pacinotti · Pirazzi · Rota · Ruffoni · Simion · Sterbini · Tonelli · Velasco · Wackermann · Zardini · Fortunato (stagiair) · Orsini (stagiair)
Albanese · Andreetta · Barbin · Bresciani · Carboni · Ciccone · Guardini · Maestri · Maronese · Orsini · Rota · Savini · Senni · Simion · Sterbini · Tonelli · Wackermann
Albanese · Barbin · Bresciani · Carboni · Covili · Guardini · Maestri · Maronese · Orsini · Pessot · Romano · Rota · Savini · Senni · Simion · Tonelli · Wackermann
Albanese · Archibald · Bais · Belletti · Christian · Dina · Fancellu · Fetter · Fortunato · Frapporti · García · Gavazzi · Grávalos · Pacioni · Ravasi · Rivi · Ropero · Sevilla · Viegas · Wackermann · Hernaiz (stagiair) · Martin (stagiair) · Piganzoli (stagiair)
Albanese · Bais · Bevilacqua · Christian · Dina · Fancellu · Fedeli (vanaf 20/6) · Fetter · Fortunato · García · Gavazzi · Grávalos · Lonardi · Maestri · Á. Martín · D. Martín · Ravasi · Rivi · Ropero · Rosa · Sevilla · Viegas · Montoli (stagiair) · Muñoz (stagiair) · Pietrobon (stagiair)
Albanese · D. Bais · M. Bais · Bevilacqua · Fancellu · Fetter · Fortunato · Garosio · Gavazzi · Lonardi · Maestri · Á. Martín · D. Martín · Pietrobon · Piganzoli · Raccani (tot 9/8) · Rivi · Serrano · Sevilla · Tercero · De Cassan (stagiair) · Muñoz (stagiair)
Albanese · Barré · Biermans · Capiot · Champoussin · Costiou · Dekker · Delaplace · Démare · García Pierna · Gesbert · Grondin · Guernalec · Guglielmi · Huys · Le Berre · Ledanois(tot 15/8) · Louvel · McLay · Mozzato · Owsian · Ries · Riou · Rodríguez · Scotson · Sénéchal · Thierry (vanaf 1/9) · Vauquelin · Venturini · Verre